# Іванівська сільська рада (Вінницький район)
| Іванівська сільська рада — колишній орган місцевого самоврядування у Вінницькому районі Вінницької області з адміністративним центром у c. Іванівка. Сільській раді були підпорядковані населені пункти: - c. Іванівка - с. Цвіжин |

## Склад ради
Рада складалася з 12 депутатів та голови.

## Керівний склад сільської ради
| ПІБ                       | Основні відомості                                                                       | Дата обрання | Дата звільнення |
| ------------------------- | --------------------------------------------------------------------------------------- | ------------ | --------------- |
| Болтак Микола Миколайович | Сільський голова, 1951 року народження, освіта, член Соціалістичної партії України      | 26.03.2006   | 31.10.2010      |
| Кухар Ольга Валентинівна  | Сільський голова, 1977 року народження, освіта середня спеціальна, член Партії регіонів | 31.10.2010   | 31.10.2015      |
| Атаманюк Василь Дмитрович | Сільський голова, 1958 року народження, освіта вища, безпартійний                       | 31.10.2015   |                 |

Примітка: таблиця складена за даними джерела